# Дуров Лев Костянтинович
Лев Костянтинович Дуров (рос. Лев Константи́нович Ду́ров; нар. 23 грудня 1931, Москва, РРФСР, СРСР — пом. 20 серпня 2015, Москва, Росія) — радянський і російський актор театру і кіно, режисер. Народний артист СРСР (1990).

## Життєпис
Походив зі знаменитої династії російських циркових артистів — дресирувальників і клоунів. Закінчив Школу-студію МХАТу (1954). Працював у різних театрах Москви (Ленінського комсомолу, на Малій Бронній тощо).
Виконав ролі в низці українських фільмів, зокерма «Бумбараш» Миколи Рашеєва, «Дорога в Парадіз» Юрія Белянського.

## Фільмографія
| Рік  |    | Українська назва                  | Оригінальна назва                  | Роль                                      |
| ---- | -- | --------------------------------- | ---------------------------------- | ----------------------------------------- |
| 2007 | с  | Янгол-охоронець                   | Ангел-хранитель                    | Антон Іволгин                             |
| 1994 | ф  | Майстер і Маргарита               | Мастер и Маргарита                 | Левій Матвій                              |
| 1994 | ф  | Людина з команди Альфа            | Человек из команды «Альфа»         | епізодична роль                           |
| 1994 | ф  | Квіти провінції                   | Цветы провинции                    | лікар                                     |
| 1992 | ф  | Таємниця вілли                    | Тайна виллы                        | Шушпанов, майор міліції                   |
| 1992 | ф  | Фатальні діаманти                 | Алмазы шаха                        | Юрій Железніков, слідчий                  |
| 1991 | ф  | Зірка шерифа                      | Звезда шерифа                      | Моуді                                     |
| 1991 | ф  | Дорога в парадіз                  | Дорога в Парадиз                   | Бог                                       |
| 1991 | ф  | Рік гарної дитини                 | Год хорошего ребёнка               | Кірпічіано                                |
| 1989 | ф  | Гори димлять                      |                                    | адвокат Ахілеску                          |
| 1989 | ф  | Смиренний цвинтар                 | Смиренное кладбище                 | Петрович, директор цвинтаря               |
| 1987 | ф  | Людина з бульвару Капуцинів       | Человек с бульвара Капуцинов       | трунар                                    |
| 1986 | ф  | Капітан «Пілігрима»               | Капитан «Пилигрима»                | капітан Гуль                              |
| 1986 | ф  | Рік теляти                        | Год телёнка                        | Манякін, голова колгоспу                  |
| 1985 | ф  | Дитинство Бембі                   | Детство Бемби                      | пугач Сава                                |
| 1984 | ф  | Навіщо людині крила               | Зачем человеку крылья              | Василь Лукич Іванов                       |
| 1984 | ф  | Іванко і цар Поганин              | Иванко и царь Поганин              | Поганин                                   |
| 1982 | ф  | Не чекали, не гадали!             | Не ждали, не гадали!               | Роман Долгоруков                          |
| 1981 | ф  | Не бійся, я з тобою               | Qorxma, mən səninləyəm             | Олександр Олександрович                   |
| 1979 | с  | Д'Артаньян і три мушкетери        | Д'Артаньян и три мушкетёра         | де Тревіль                                |
| 1979 | ф  | Особливо небезпечні...            | Особо опасные...                   | Потапович                                 |
| 1979 | ф  | Тут... недалеко                   | Тут… недалеко                      | Рябьєв, інспектор ДАІ                     |
| 1978 | ф  | Однокашники                       | Однокашники                        | Антон Шергов, директор заводу             |
| 1977 | ф  | Ніс                               | Нос                                | пристав                                   |
| 1977 | ф  | Червона квіточка                  | Аленький цветочек                  | Купець                                    |
| 1976 | ф  | Жити по-своєму                    | Жить по-своему                     | Федя                                      |
| 1976 | ф  | Місто з ранку до опівночі         | Город с утра до полуночи           | Анатолій Борисович, інженер-суднобудівник |
| 1976 | ф  | ...та інші офіційні особи         | ...и другие официальные лица       | Висотін                                   |
| 1975 | ф  | Каштанка                          | Каштанка                           | Лука Олександрович, столяр                |
| 1975 | ф  | Квіти для Олі                     | Цветы для Оли                      | Пєтров                                    |
| 1975 | ф  | Селянський син                    | Крестьянский сын                   | Акинфій Поклонов, сільський кулак         |
| 1974 | ф  | Весняні зміни                     | Весенние перевертыши               | Микита Богатов, батько Міньки             |
| 1974 | ф  | Дивні дорослі                     | Странные взрослые                  | Петро Рябіков                             |
| 1974 | ф  | Калина червона                    | Калина красная                     | офіціант                                  |
| 1973 | с  | Сімнадцять миттєвостей весни      | Семнадцать мгновений весны         | агент Клаус                               |
| 1973 | ф  | Москва — Кассіопея                | Москва — Кассиопея                 | академік Сергій Філатов                   |
| 1973 | ф  | Відкрита книга                    | Открытая книга                     | батько Тані                               |
| 1973 | с  | Велика перерва                    | Большая перемена                   | старший сержант міліції                   |
| 1972 | ф  | Бумбараш                          | Бумбараш                           | мірошник                                  |
| 1970 | ф  | Севастополь                       | Севастополь                        | Маркуша                                   |
| 1968 | ф  | Спрага над струмком               | Жажда над ручьём                   | начальник партії                          |
| 1967 | ф  | Житіє і вознесіння Юрася Братчика | Жыціе і ўзьнясеньне Юрася Братчыка | Юрась Братчик                             |
| 1963 | ф  | Я крокую по Москві                | Я шагаю по Москве                  | міліціонер у відділку                     |
| 1962 | ф  | Двоє в степу                      | Двое в степи                       | Синяєв                                    |
| 1961 | ф  | Дев'ять днів одного року          | Девять дней одного года            | офіцер КДБ                                |
| 1959 | кф | Також люди                        | Тоже люди                          | Залетаєв                                  |
| 1955 | ф  | Доброго ранку                     | Доброе утро                        | Яша Козирєв                               |